# Piasek (powiat pszczyński)
Piasek (niem. Sandau) – wieś w Polsce, położona w województwie śląskim, w powiecie pszczyńskim, w gminie Pszczyna.
W latach 1973–1977 w gminie Kobiór. Od 1 lutego 1977 w gminie Pszczyna.
Wieś jest nazywana „zagłębiem pieczarkowym” z powodu dużej liczby firm zajmujących się hodowlą i przetwórstwem pieczarek. Przez Piasek przebiega Droga Książęca z pszczyńskiego zamku do myśliwskiego zameczku w Promnicach pod Kobiórem, zwana „Reitweg”.

## Części wsi
| SIMC    | Nazwa            | Rodzaj    |
| ------- | ---------------- | --------- |
| 0220606 | Kolonia Wolności | część wsi |
| 0220612 | Zawodzie         | część wsi |

## Historia
Miejscowość została po raz pierwszy wzmiankowana w 1468 jako de Piasek. W dokumencie sprzedaży dóbr pszczyńskich wystawionym przez Kazimierza II cieszyńskiego w języku czeskim we Frysztacie w dniu 21 lutego 1517 roku wieś została wymieniona jako Pyesek.
W latach 1975–1998 miejscowość należała administracyjnie do województwa katowickiego.
W 2011 we wsi zarejestrowano prywatne, śmigłowcowe lądowisko Pszczyna.

## Religia
Na terenie wsi działalność duszpasterską prowadzi rzymskokatolicka parafia pw. Najświętszego Serca Pana Jezusa oraz zbór Kościoła Wolnych Chrześcijan, protestancka wspólnota o charakterze ewangelicznym.
Ponadto działalność duszpasterską i ewangelizacyjną prowadzi Fundacja CEF (Child Evangelism Fellowship) – Społeczność Ewangelizacji Dzieci. Jest to służba o charakterze międzywyznaniowym. Siedzibą Fundacji SED jest Piasek, ul. Dworcowa 18. Terenem służby Fundacji jest cały obszar Polski. Służba ta rozwija się w ponad 200 krajach.

## Sport
W Piasku ma siedzibę klub sportowy Czarni Piasek założony w 1956 roku jako LKS Piasek (zmiana nazwy na KS Czarni Piasek nastąpiła w 2003 roku). Obecnie piłkarska drużyna seniorów Czarnych Piasek występuje w Tyskiej B Klasie. Klub prowadzi też piłkarskie drużyny juniorów oraz trampkarzy starszych i młodszych.

## Osoby związane z miejscowością
- Ks. Jan Wagner CM – katolicki duchowny, lazarysta, Sługa Boży, męczennik z okresu II wojny światowej
- Teodor Paliczka – matematyk, wykładowca akademicki, wicewojewoda katowicki, wiceprezydent Katowic